# Estramiac
Estramiac ist eine französische Gemeinde mit 122 Einwohnern (Stand 1. Januar 2022) im Département Gers in der Region Okzitanien (vor 2016: Midi-Pyrénées). Sie gehört zum Arrondissement Condom und zum Kanton Fleurance-Lomagne.
Die Einwohner werden Estramiacais und Estramiacaises genannt.

## Geographie
Estramiac liegt circa 41 Kilometer ostsüdöstlich von Condom und circa 30 Kilometer nordöstlich von Auch in der historischen Provinz Armagnac am nordöstlichen Rand des Départements.
Umgeben wird Estramiac von den sechs Nachbargemeinden:
|       | Tournecoupe                                 | Pessoulens |
| Bivès | Kompassrose, die auf Nachbargemeinden zeigt | Avensac    |
|       | Homps                                       | Solomiac   |

### Gewässer
Estramiac liegt im Einzugsgebiet des Flusses Garonne.
Der Arrats, einer seiner Nebenflüsse, fließt an südwestlichen Gemeindegrenze entlang. Seine Nebenflüsse, der Ruisseau de Coume Baillard, der Ruisseau de Coume Baillard und der Ruisseau de Barrère, Nebenflüsse des Arrats, entspringen auf dem Gebiet der Gemeinde und münden dort in den Arrats.
Der Ruisseau de la Caussade, ein Nebenfluss der Gimone, entspringt ebenfalls in Estramiac.

## Einwohnerentwicklung
Nach Beginn der Aufzeichnungen stieg die Einwohnerzahl bis zur ersten Hälfte des 19. Jahrhunderts auf einen Höchststand von rund 630. In der Folgezeit sank die Größe der Gemeinde bei zwischenzeitlichen Erholungsphasen bis zur Jahrtausendwende auf ihren tiefsten Stand von rund 130 Einwohnern, bevor eine Phase mit moderatem Wachstum einsetzte.
| Jahr                       | 1962 | 1968 | 1975 | 1982 | 1990 | 1999 | 2006 | 2011 | 2020 |
| Einwohner                  | 211  | 211  | 195  | 179  | 160  | 132  | 134  | 137  | 140  |
| Quellen: Cassini und INSEE |      |      |      |      |      |      |      |      |      |

## Pfarrkirche Notre-Dame-de-l’Assomption
Die im Jahre 1839 errichtete Kirche besitzt einen Grundriss in Form eines lateinischen Kreuzes. Das einschiffige Langhaus läuft auf eine halbrunde Apsis aus. Der Glockenturm ist in die Fassade integriert.

## Wirtschaft und Infrastruktur
Die Wirtschaft der Gemeinde ist überwiegend landwirtschaftlich orientiert.
Estramiac liegt in der Zone AOC der Knoblauchsorte Ail violet de Cadours.

### Verkehr
Estramiac wird von der Route départementale 40 durchquert.